# Sunetra Gupta

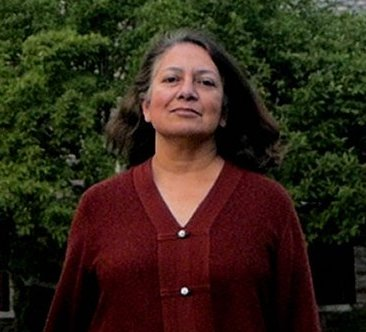
Sunetra Gupta, 2020

Sunetra Gupta (* 15. März 1965 in Kalkutta) ist eine indische Professorin der Epidemiologie und Schriftstellerin.

## Leben
Gupta zog mit der Familie als Kind durch verschiedene Länder Afrikas und Europas, bevor diese nach Kalkutta zurückging. Ihr Vater war ein Freund der Dichtung und der Lieder von Rabindranath Tagore. Er interpretierte sie oft im Familienkreis und Sunetra wurde durch diese Dichtung künstlerisch beeinflusst. Sie übersetzte einige von Tagores Liedern und Gedichten vom Bengalischen ins Englische.
Gupta studierte Biologie und schloss ihr Studium 1987 an der Princeton University mit dem Bachelor of Arts ab. Sie promovierte 1992 an der University of London. Sie ist Professor für Theoretische Epidemiologie an der Fakultät für Zoologie der Universität Oxford und gehört dem Beirat der Princeton University Press für Europa an.
Guptas besonderes wissenschaftliches Interesse gilt der Übertragung von Krankheiten auf den Menschen bei Malaria, AIDS, Influenza und bakterieller Meningitis.
Gupta initiierte mit Martin Kulldorff und Jay Bhattacharya die Great Barrington Erklärung, die im Oktober 2020 für einen alternativen Ansatz zur Bekämpfung der COVID-19-Pandemie plädierte, jedoch von der überwiegenden Mehrheit an Experten und in der Fachliteratur als antiwissenschaftliche Desinformationskampagne klar zurückgewiesen wird.

## Ehrungen und Auszeichnungen
- 1997: Sahitya Akademi Award.
- 1999: Crossword Award (Shortlist).
- 1998: Scientific Medal der Zoological Society of London.
- 2005: Rosalind Franklin Award der Royal Society, Thema: Surviving Pandemics: A Parthogen's Perspective.

## Veröffentlichungen
- 1992: Doktorarbeit: Heterogeneity and the Transmission Dynamics of Infectious Diseases.
- 1992: in englischer Sprache: Memories of Rain. Penguin Books, New Delhi, ISBN 1-85799-013-7. Originalsprache: Bengali.
- 1993: in englischer Sprache: The Glassblower's Breath. Grove Press, New York City, USA, ISBN 0-802114962. Originalsprache: Bengali.
- 1995: Moonlight into Marzipan. Premia, London.
- 1999: A Sin of Colour. Phoenix House, London, ISBN 1-86159-066-0.
- 2011: So Good in Black. Clockwood Books, Northampton, England, ISBN 978-1-566-56853-1.